# Dryadella edwallii
Dryadella edwallii är en orkidéart som först beskrevs av Célestin Alfred Cogniaux, och fick sitt nu gällande namn av Carlyle August Luer. Dryadella edwallii ingår i släktet Dryadella och familjen orkidéer. Inga underarter finns listade i Catalogue of Life.

## Bildgalleri

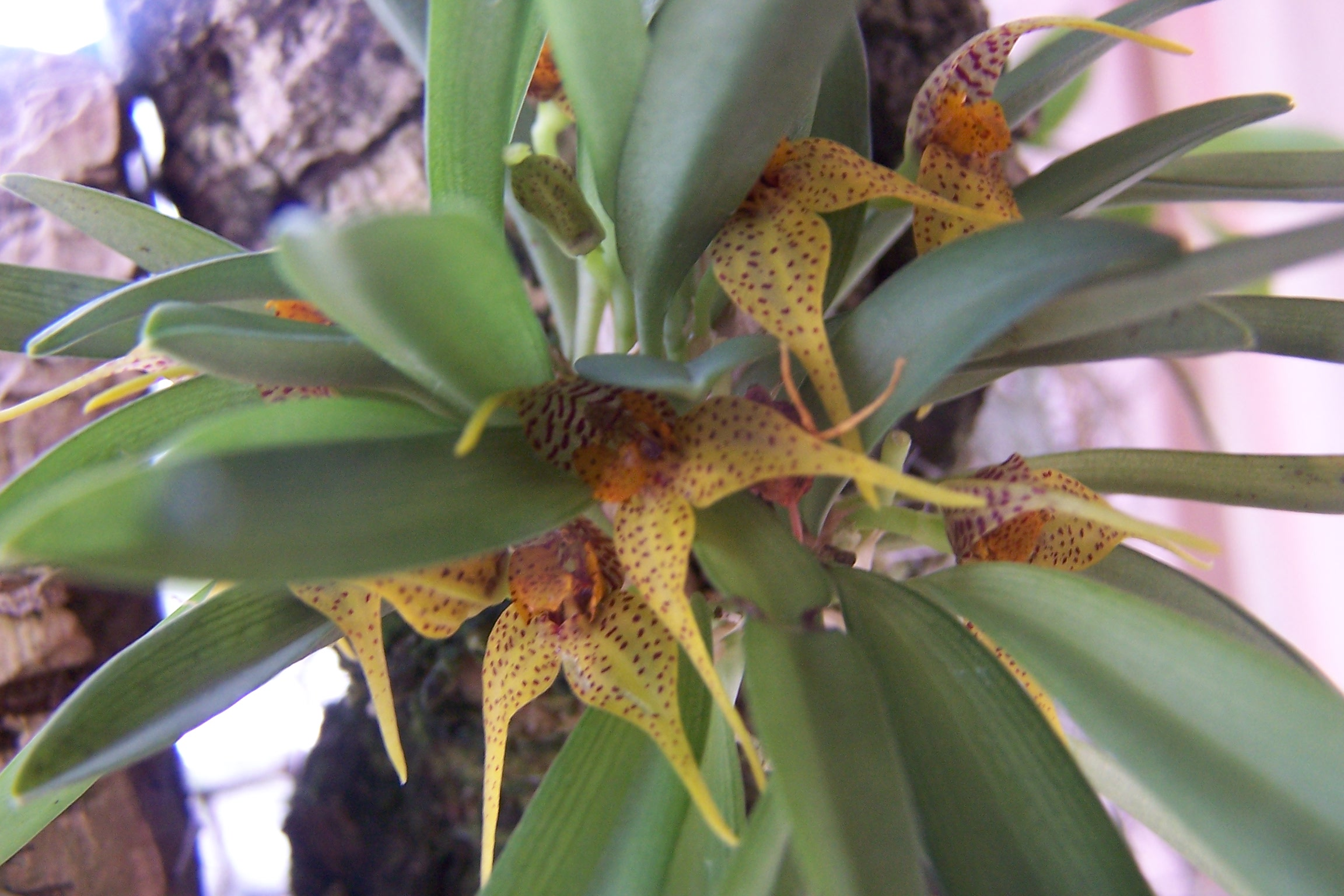
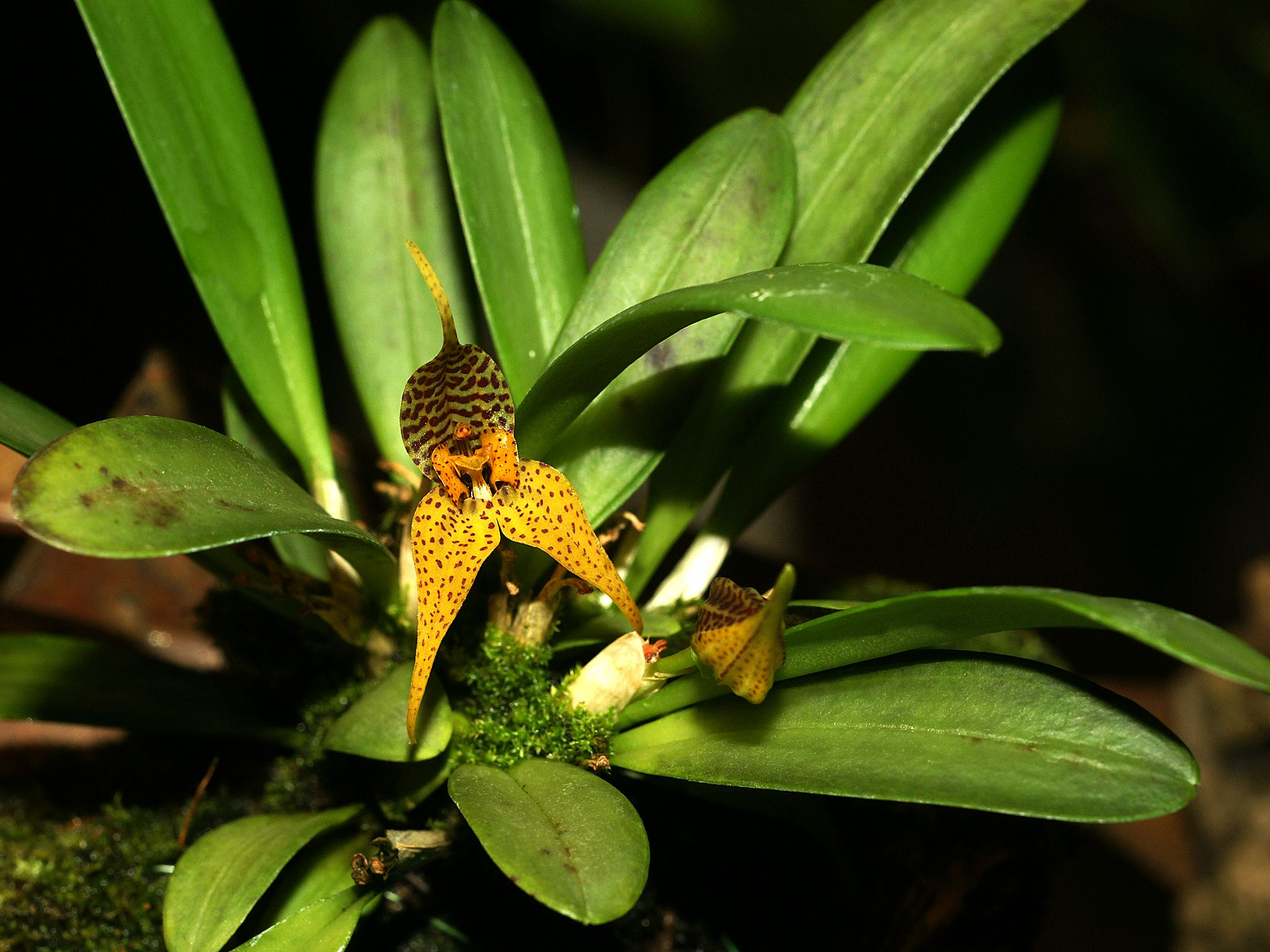
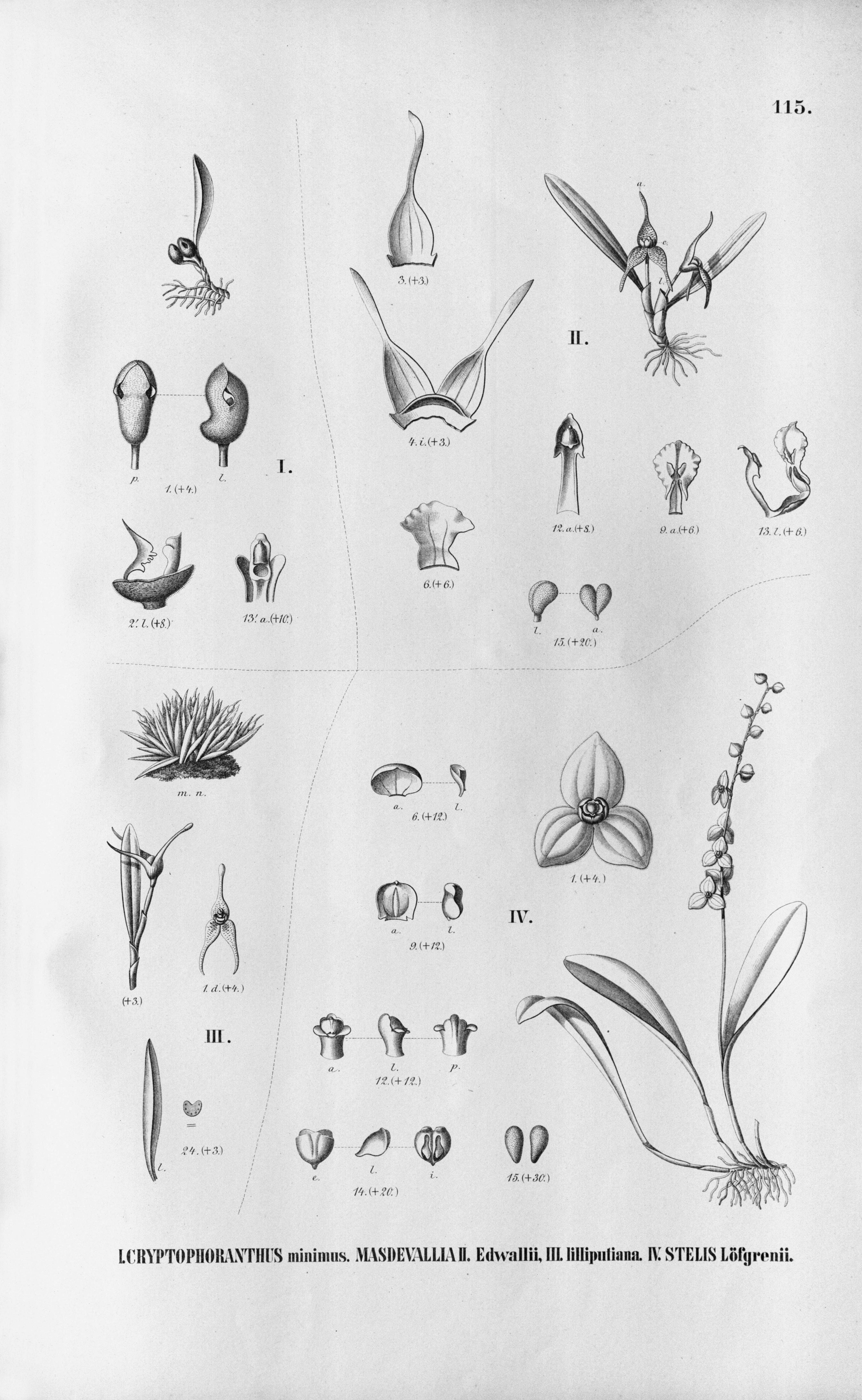